# Venustoraphidia
Venustoraphidia is een geslacht van kameelhalsvliegen uit de familie van de Raphidiidae. 
Venustoraphidia werd voor het eerst wetenschappelijk beschreven door H. Aspöck & U. Aspöck in 1968.

## Soorten
Het geslacht Venustoraphidia omvat de volgende soorten:
- Venustoraphidia nigricollis (Albarda, 1891)
- Venustoraphidia renate (H. Aspöck & U. Aspöck, 1974)